# Frontenhausen
Frontenhausen è un comune tedesco, situato nel circondario di Dingolfing-Landau in Baviera, Germania.
Qui nacque l'attivista comunista Josef Römer.